# جيمس سانت كلير مورتون
جيمس سانت كلير مورتون (بالإنجليزية: James St. Clair Morton)‏ هو ضابط أمريكي، ولد في 24 سبتمبر 1829 في فيلادلفيا في الولايات المتحدة، وتوفي في 17 يونيو 1864 في بطرسبرغ في الولايات المتحدة.